# La fanciulla del West
La Fille du Far-West
La fanciulla del West, en français La Fille du Far-West, est un opéra en trois actes de Giacomo Puccini composé sur un livret de Carlo Zangarini et Guelfo Civinini (1873-1954) d'après le drame de David Belasco, La Fille du far-west (The Girl of the Golden West).

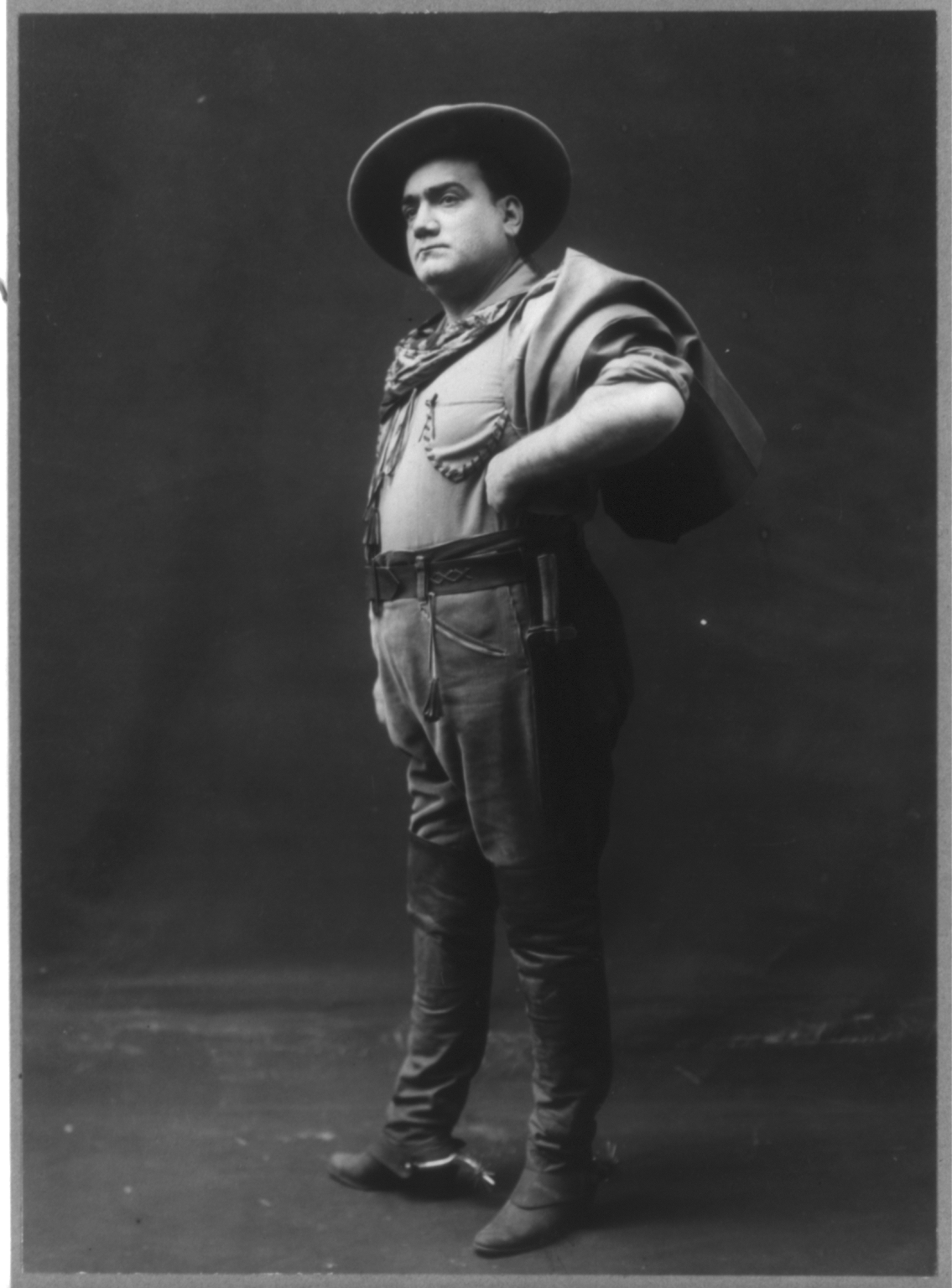
Enrico Caruso dans La fanciulla del West.

La première représentation eut lieu le 10 décembre 1910 au Metropolitan Opera de New York sous la direction d'Arturo Toscanini avec Emmy Destinn, Enrico Caruso et Pasquale Amato.

## Personnages
- Minnie, patronne du bar "Zur Polka" (soprano)
- Jack Rance, Shériff (baryton)
- Dick Johnson, alias Ramerrez (ténor)
- Nick, serveur au bar "Zur Polka" (ténor)
- Ashby, agent de Wells Fargo (basse)
- Sonora, chercheur d'or (baryton)
- Trin, chercheur d'or (ténor)
- Sid, chercheur d'or (baryton)
- Bello, chercheur d'or (baryton)
- Harry, chercheur d'or (ténor)
- Joe, chercheur d'or (ténor)
- Happy, chercheur d'or (baryton)
- Larkens, chercheur d'or (basse)
- Jake Wallace, le chanteur du banquet (baryton)
- Billy Jackrabbit, un Amérindien (basse)
- Wowkle, His Squaw (mezzo-soprano)
- Jose Castro, un métis du gang de Ramerrez (basse)
- Un postillon (ténor)

## Airs célèbres
"Che faranno i vecchi miei", Jack Wallace, Acte I
"Laggiù nel Soledad, ero piccina", Minnie, Acte I
"Minnie dalla mia casa son partito", Jack Rance, Acte I
"Io son che una povera fanciulla", Dick Johnson, Acte I
"Oh! se sapeste come il vivere e allegro", Minnie, Acte II
"Or son sei mesi", Dick Johnson, Acte II
"Ch'ella mì creda libero e lontano", Dick Johnson, Acte III

## Argument
L'action se situe dans un camp de mineurs au pied des Cloudy Moutains, en Californie, à l'époque de la ruée vers l'or de 1849-1850.

### Acte I

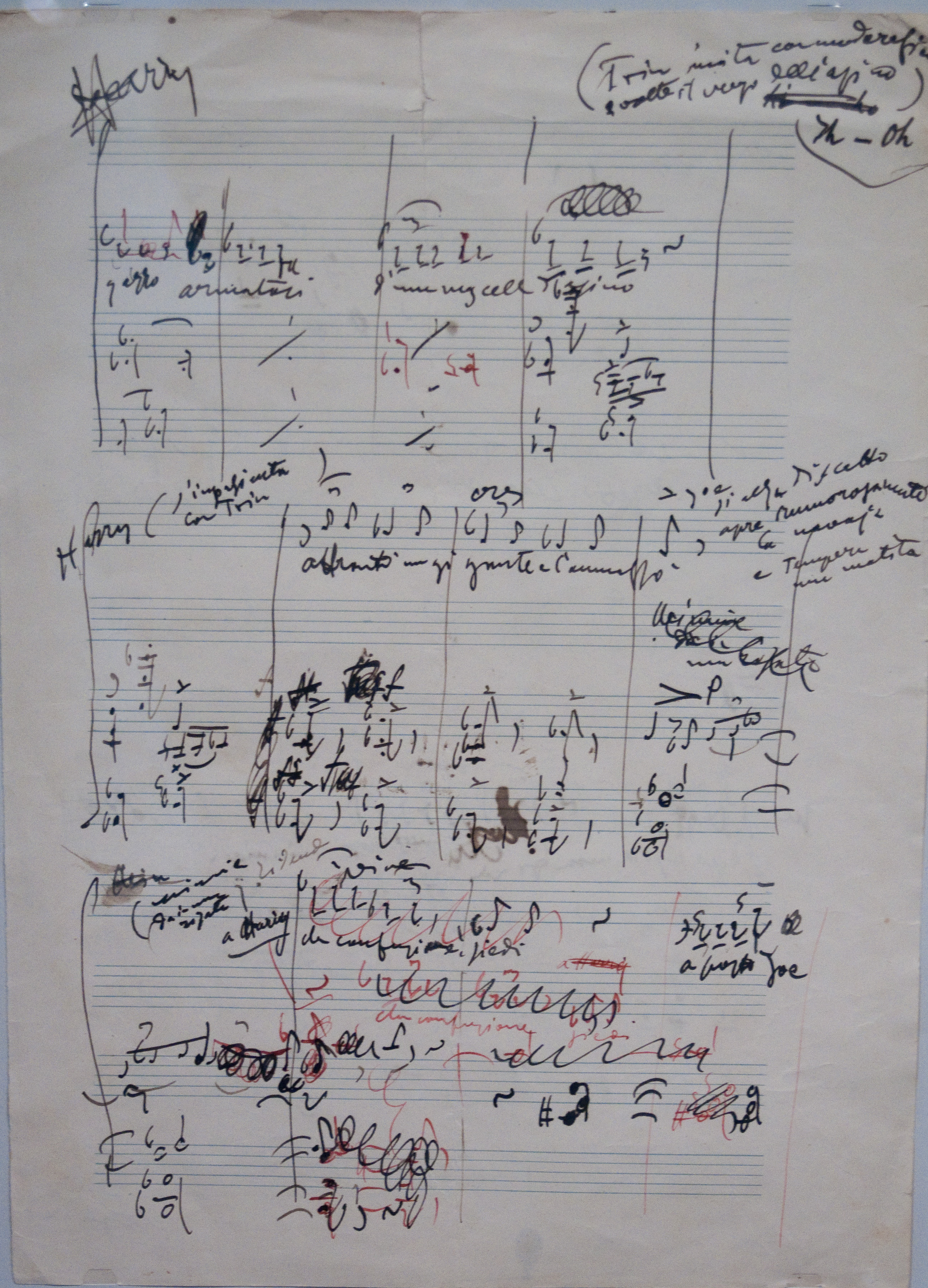
Manuscrit du premier acte de La fanciulla del West annoté par Puccini, mars-avril 1908.

Nous sommes dans les montagnes de la Californie, du temps de la ruée vers l’or. Dans le Polka-Bar, saloon que tient Minnie, une jeune femme au caractère décidé, des mineurs jouent aux cartes et boivent pour vaincre l’ennui et la nostalgie du pays natal. Avec eux se trouve Jack Rance, le shérif du lieu. Ashby, le correspondant d’une agence de transports, se dit sûr de capturer bientôt le bandit Ramerrez, qui a de nombreux vols à son actif. Une dispute éclate entre Rance et un mineur, tous deux amoureux de Minnie, laquelle paraît à cet instant. Elle calme les esprits, et lit des pages de la Bible aux mineurs. Peu après, Rance déclare ses sentiments à Minnie. Mais celle-ci rêve du vrai et grand amour, et ne veut pas de Rance. Elle évoque l’accord affectif parfait qui régnait entre ses parents quand elle était enfant. C’est alors qu’entre un homme qui dit se nommer Johnson, et qui est en fait Ramerrez. Minnie et lui se sont connus naguère, mais elle ignore qu’il est devenu un bandit. La complicité qui se manifeste entre eux exaspère Rance, lequel bientôt quitte le saloon pour tenter d’arrêter Ramerrez qu’on vient d’apercevoir non loin de là. Minnie invite Johnson, alors que leurs échanges sont devenus de plus en plus tendres, à la retrouver chez elle le soir venu.

### Acte II
Dans sa cabane, Minnie accueille Johnson. Elle lui conte son existence, évoque les joies de sa vie libre en pleine nature. Les deux jeunes gens se déclarent leur amour. Mais Rance et des mineurs passent prévenir Minnie que Johnson est en fait Ramerrez. Minnie reproche alors à ce dernier de n’être venu au Polka-Bar que pour voler l’or des mineurs. Johnson tente de se justifier en évoquant sa vie misérable. Minnie le chasse de chez elle, mais il reparaît aussitôt, blessé par un coup de feu. Minnie le cache dans son grenier. Rance surgit, persuadé qu’il s’est réfugié chez Minnie, ce que confirment des gouttes de sang. Minnie propose alors une partie de poker à Rance : si elle perd, il aura et Johnson, et elle-même. Si elle gagne, Johnson est à elle. Elle joue, triche, et sauve Johnson.

### Acte III
Dans la forêt californienne, Rance et les mineurs ont repris la traque de Johnson. Ce dernier est bientôt capturé, et on prépare sa pendaison. Johnson repousse les accusations dont il est l’objet, et demande seulement que l’on cache sa mort à Minnie, pour qu’elle le croie vivant et libre. On va procéder au supplice, quand Minnie surgit à cheval, pistolet en main. Elle rappelle aux mineurs tout ce qu’elle a fait pour eux, les exhorte à la clémence. Ils veulent bien se laisser fléchir. Minnie et Johnson s’éloignent pour une vie nouvelle, laissant les mineurs désormais privés de leur « mère » dans une profonde mélancolie.

## Analyse
L'opéra dénote l'influence de Debussy et du Strauss de Salomé sans être imitatif. Puccini a aussi veillé à la couleur locale, en utilisant quelques thèmes authentiques du Far-West (antérieur de 54 ans à Pour une poignée de dollars, son opéra peut à ce titre être considéré comme « le premier western-spaghetti »,,), ou, plus généralement, leurs imitations, et fait un grand usage de la gamme par tons, pour créer des atmosphères particulières. (Fin du duo d'amour du deuxième acte, chasse à l'homme du troisième, mais ces harmonies structurent tout l'ensemble).

## Genèse et postérité
Puccini souhaitait écrire des opéras qui se rapprochent de l'actualité ou de l'histoire récente. Madame Butterfly, dont la création date de 1904, narrait l'histoire d'une geisha et d'un officier américain dans le Japon du début du XXe siècle. La Fille du Far-West, créée en 1910, rappela aux Américains une page d'histoire que certains d'entre eux avaient vécue ou dont ils avaient entendu parler par un parent et dont le thème et le décor étaient bien présents dans leur mémoire.
Plusieurs films sur le même thème furent plus tard réalisés sous le titre The Girl of the Golden West : par Cecil B. DeMille en 1915, par Edwin Carewe en 1923, par John Francis Dillon en 1930 et par Robert Z. Leonard en 1938.

## Discographie
| Année | Interprètes (Minnie, Dick Johnson, Jack Rance)        | Chef d'orchestre, Lieu et orchestre                                                                      | Label                                        |
| ----- | ----------------------------------------------------- | --- | -------------------------------------------- |
| 1950  | Carla Gavazzi, Vasco Campagnano, Ugo Savarese         | Arturo Basile, RAI Orchestra and Chorus, Milan                                                           | CD: Warner Fonit Cat: 8573 87488-2           |
| 1956  | Gigliola Frazzoni, Franco Corelli, Tito Gobbi         | Antonino Votto, Teatro alla Scala Orchestra and Chorus (Recording of a performance at La Scala, 4 April) | CD: Opera d'Oro Cat: 7036                    |
| 1958  | Renata Tebaldi, Mario Del Monaco, Cornell MacNeil     | Franco Capuana, Santa Cecilia Academy Orchestra and Chorus                                               | CD: Decca Cat: 421595                        |
| 1958  | Birgit Nilsson, João Gibin, Andrea Mongelli           | Lovro von Matačić, Teatro alla Scala Orchestra and chorus                                                | CD: EMI Classics Cat: 81862                  |
| 1963  | Antonietta Stella, Gastone Limarilli, Anselmo Colzani | Oliviero De Fabritiis, NHK Symphony Orchestra Tokyo, Nikikai Chorus, Fujiwara Opera Chorus               | DVD: Video Artists Int'l Cat: 4439           |
| 1977  | Carol Neblett, Plácido Domingo, Sherrill Milnes       | Zubin Mehta, Royal Opera House Orchestra and Chorus                                                      | CD:Deutsche Grammophon Cat: 419640           |
| 1982  | Carol Neblett, Plácido Domingo, Silvano Carroli       | Nello Santi, Royal Opera House Orchestra and Chorus                                                      | DVD: Kultur Video Cat: 032031203891          |
| 1991  | Éva Marton, Dennis O'Neill, Alain Fondary             | Leonard Slatkin, Munich Radio Symphony Orchestra, Bavarian Radio Chorus                                  | CD: RCA Red Seal Cat: 60597                  |
| 1991  | Mara Zampieri, Plácido Domingo, Juan Pons             | Lorin Maazel, Teatro alla Scala Orchestra and chorus                                                     | DVD: BBC / Opus Arte Cat: OA LS3004 D        |
| 1992  | Barbara Daniels, Plácido Domingo, Sherrill Milnes     | Leonard Slatkin, Metropolitan Opera Orchestra and Chorus                                                 | DVD: Deutsche Grammophon Cat: 00440 073 4023 |
| 2011  | Deborah Voigt, Marcelo Giordani, Lucio Gallo          | Nicola Luisotti, Metropolitan Opera Orchestra and Chorus                                                 | DVD: Deutsche Grammophon Cat: 80016679-09    |
| 2015  | Nina Stemme, Jonas Kaufmann, Tomasz Konieczny         | Franz Welser-Möst et l'Orchestre du Wiener Staatsoper                                                    | DVD ou Blu-Ray Sony Classical 8875064069     |